# كلارندون (كيبك)
كلارندون (بالإنجليزية: Clarendon, Quebec)‏ هي بلدية محلية في كيبيك تقع في كندا في Pontiac Regional County Municipality. يقدر عدد سكانها بـ 1,183 نسمة ومساحتها 348.40 كم2 وترتفع عن سطح البحر 167 متر.